# セントクリストファー・ネイビスの世界遺産
セントクリストファー・ネイビスの世界遺産 （セントクリストファー・ネイビスのせかいいさん）はユネスコの世界遺産に登録されているセントクリストファー・ネイビス国内の文化・自然遺産。
※この項目はウィキプロジェクト 世界遺産に準じて作成されています

## 文化遺産
- ブリムストーン・ヒル要塞国立公園 - (1999年)

## 自然遺産
なし

## 複合遺産
なし